# Буршье, Джейн, 3-я баронесса Бернерс
Джейн Буршье (англ. Jane Bourchier; умерла 17 февраля 1562) — английская аристократка, de jure 3-я баронесса Бернерс в своём праве с 1533 года. Дочь Джона Буршье, 2-го барона Бернерса, и Екатерины Говард, жена сэра Эдмунда Найветта (брата сэра Томаса Найветта, друга Генриха VIII). Унаследовала от отца семейные владения и права на титул, но её супруга ни разу не вызывали в парламент как лорда.
В браке Джейн Буршье и Эдмунда Найветта родились:
- Томас;
- Эдмунд;
- Элис, жена Оливера Чирса[6];
- Христиана, жена Томаса Фостера;
- Роуз, жена Оливера Реймса;
- Кэтрин, жена Джона Уолпола и Джона Скарлета;
- Анна, жена Эдмунда Таймелхорпа;
- Элизабет, жена Фрэнсиса Богуна[7];
- Уильям (умер в 1612);
- Джон (1518—1562), отец Томаса, de jure 4-го барона Бернерса[8].